# NURBS
NURBS (förkortning av engelskans Non-Uniform Rational B-Spline) är kurvor och ytor som används inom datorgrafiken för att skapa mjuka övergångar och banor mellan ett antal fasta punkter. Formen på kurvan eller ytan räknas fram genom en beräkningsintensiv matematisk process. Fördelen är att den färdiga formen är upplösningsoberoende, eller snarare har oändlig upplösning, och kan storleksförändras hur mycket som helst utan kvalitetsförsämring. Nackdelen är att det krävs betydligt mer processorkraft att rendera sådana former än t.ex. polygoner.
Alternativ inkluderar polygoner, där formen från början består av ett antal trianglar som renderas. (trianglar är alltid platta och är därför mycket enklare att rendera)